# Fallen Angel (Three Days Grace)
Fallen Angel è un singolo del gruppo musicale canadese Three Days Grace, il quarto estratto dal quinto album in studio Human e pubblicato il 15 settembre 2015.

## Video musicale
Sebbene non sia stato realizzato alcun videoclip per il brano, il 2 novembre 2015 i Three Days Grace hanno pubblicato un lyric video attraverso il loro canale YouTube.

## Formazione
Gruppo
- Matt Walst – voce
- Barry Stock – chitarra
- Brad Walst – basso, voce
- Neil Sanderson – batteria, voce, tastiera, programmazione

Produzione
- Gavin Brown – produzione
- Lenny DeRose – registrazione
- David Mohacsi, Alastair Sims – editing Pro Tools
- Kevin O'Leary, Alex Krotz, Trevor Anderson – assistenza in studio
- Chris Lord-Alge – missaggio
- Keith Armstrong, Nik Karpen – assistenza missaggio
- Dmitar "Dim-E" Krnjaic – assistenza aggiuntiva
- Joe LaPorta – mastering

## Classifiche
| Classifica (2015)             | Posizione massima |
| ----------------------------- | ----------------- |
| Stati Uniti (mainstream rock) | 13                |
| Stati Uniti (rock airplay)    | 41                |